# Helești
Helești – wieś w Rumunii, w okręgu Alba, w gminie Bucium. W 2011 roku liczyła 26 mieszkańców.